# Vindonissa
Vindonissa est un ancien camp romain situé sur le site de l'actuelle commune suisse de Windisch, dans le canton d'Argovie. Le camp fut probablement fondé en l'an 15 de notre ère. À l'occasion d'une expansion vers l'an 30, des thermes furent ajoutés.
La treizième légion romaine (Legio XIII Gemina) fut stationnée à Vindonissa jusqu'en 44 ou en 45. À l'arrivée de la vingt-et-unième légion (Legio XXI Rapax), le camp fut reconstruit avec des fortifications en pierres. Après que la vingt-et-unième légion se fut livrée à des pillages dans la campagne environnante en 69, la garnison fut remplacée par la onzième légion (Legio XI Claudia), qui y resta jusque vers l'an 101. Après cette date, Vindonissa devint une agglomération civile. 
Après l'évacuation des Champs décumates par les Romains au IIIe siècle, le site se retrouve menacé par les  incursions des Alamans. Une importante victoire y est remportée contre eux par Constance Chlore. Un castellum est installé au IVe siècle pour protéger la région.
Au milieu des vestiges du camp se dresse aujourd'hui le couvent de Königsfelden, fondé en mai 1308 par la veuve du roi Albert Ier de Habsbourg, qui avait été assassiné. L'église de Königsfelden est aujourd'hui un musée.
Un sentier des légionnaires commémore maintenant le souvenir du seul camp romain de Suisse à avoir abrité des légionnaires.

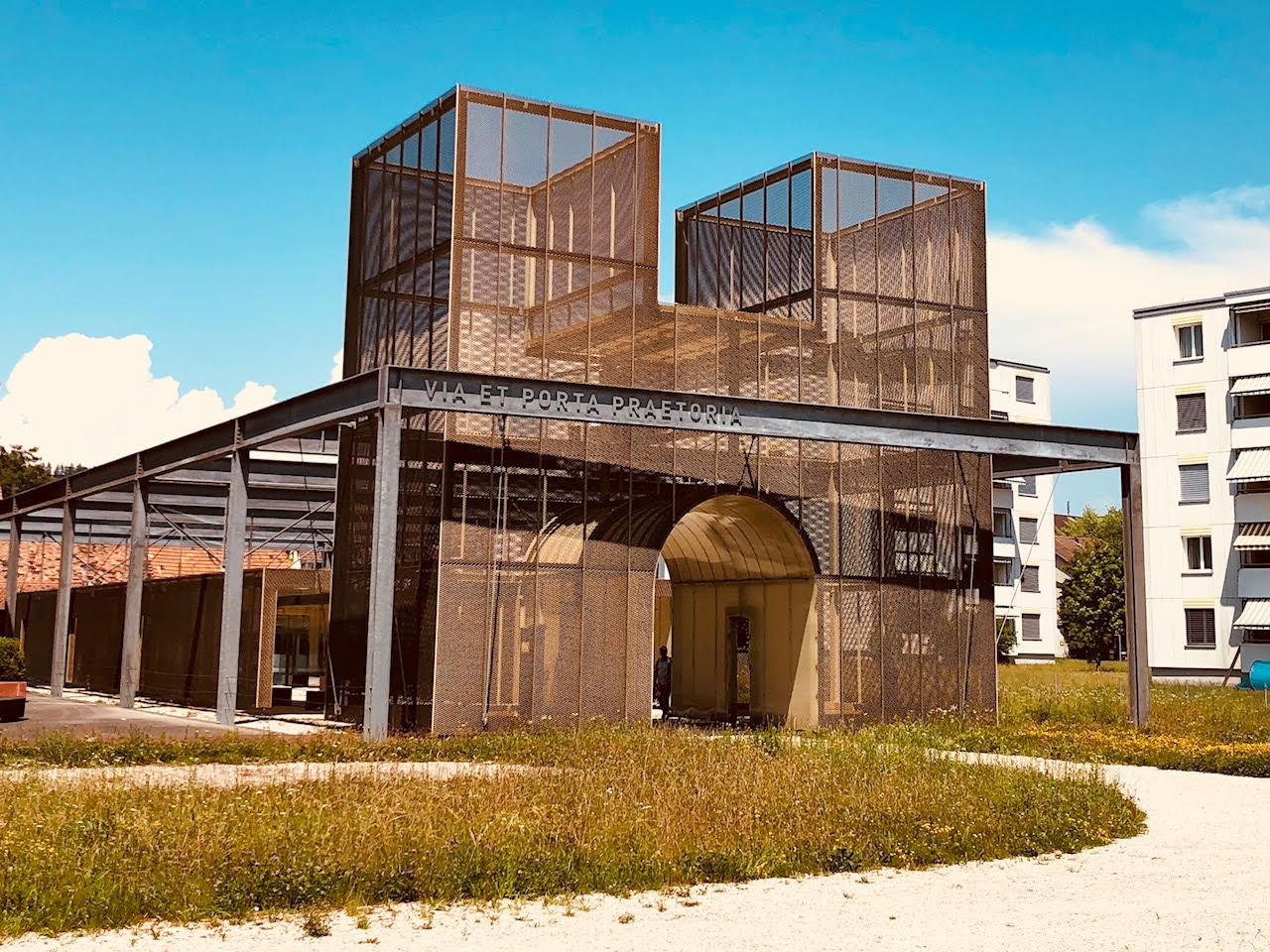
Évocation moderne de la porte nord.

De nombreuses inscriptions latines ont été retrouvées à Windisch, en particulier les épitaphes de soldats légionnaires. La fouille du dépotoir du camp a aussi révélé des tablettes en bois inscrites qui documentent la vie quotidienne du camp et des soldats
En céramologie, Vindonissa est un « site-type » pour une typologie de céramique sigillée sud-gauloise.